# Acilius duvergeri
Acilius duvergeri är en skalbaggsart som beskrevs av Gobert 1874. Acilius duvergeri ingår i släktet Acilius och familjen dykare. IUCN kategoriserar arten globalt som sårbar. Inga underarter finns listade i Catalogue of Life.